# Nagrada „Bora Mihailović“
Nagrada „Bora Mihailović“ je nagrada koju koju Kruševačko pozorište dodeljuje za izuzetan doprinos pozorišnom životu Kruševca i Srbije.
Svake godine tročlani žiri Kruševačkog pozorišta dodeljuje tri nagrade, :
- Nagrada „Bora Mihailović“ - glavna nagrada
- Godišnja nagrada za glumačka ostvarenja
- Priznanje za izuzetne radne rezultate

## Laureati
Neki od dosadašnjih dobitnika nagrade „Bora Mihailović“ su:
- Jelisaveta Seka Sablić[3]
- Milorad Mandić Manda
- Zoran Lozančić[4]
- Ljiljana Stjepanović
- Marko Živić
- Saša Torlaković[5]
- Zoran Karajić
- Томислав Тома Трифуновић
- Momir Bradić[6]
- Kokan Mladenović[7]
- Saša Petronijević[8]
- Snežana Trišić[9]